# Stat crux dum volvitur orbis

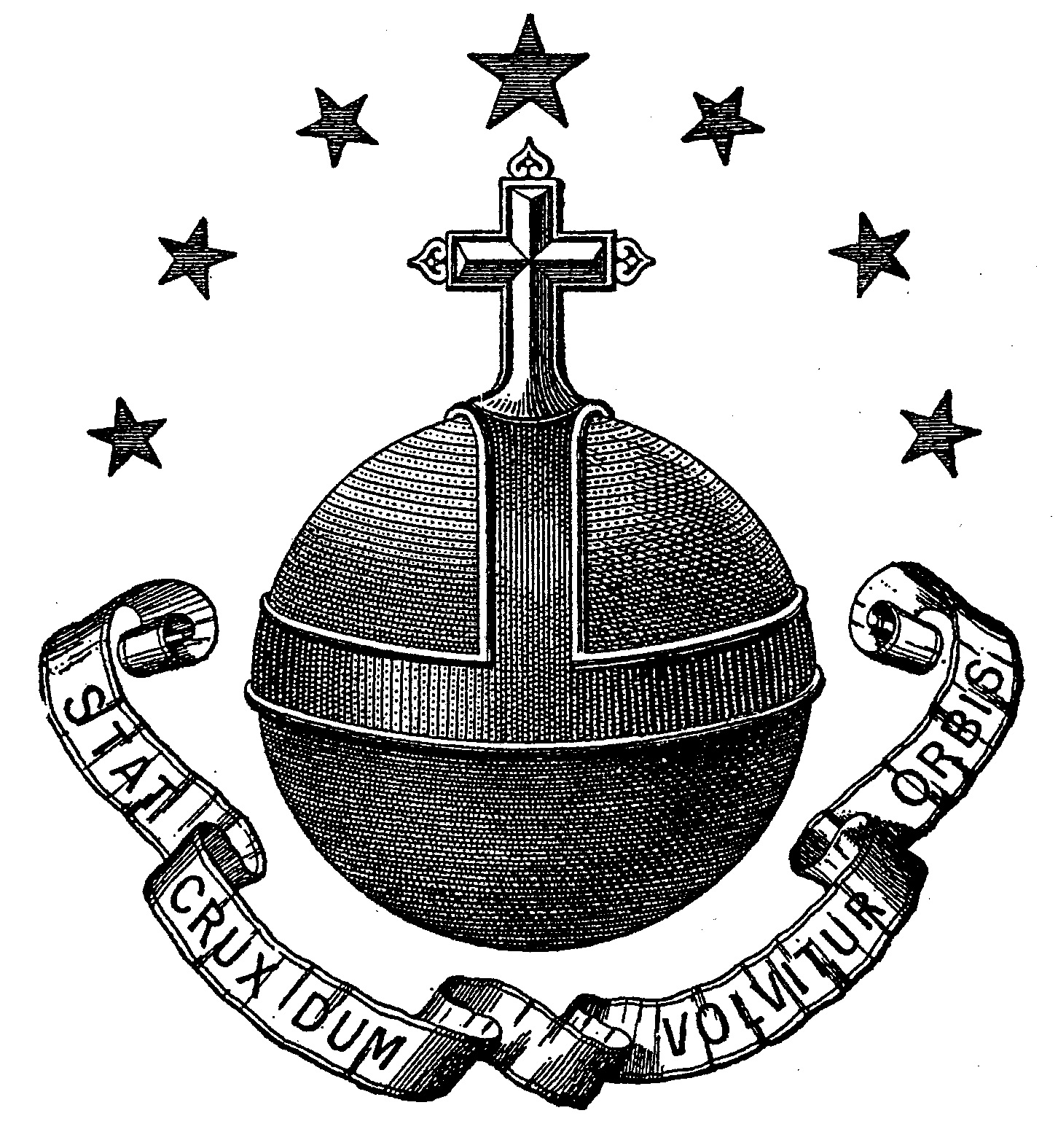
Das Kartäuseremblem in seiner Barockgestalt; die sieben Sterne für den hl. Bruno und seine sechs ersten Gefährten kamen im 17. Jahrhundert dazu.

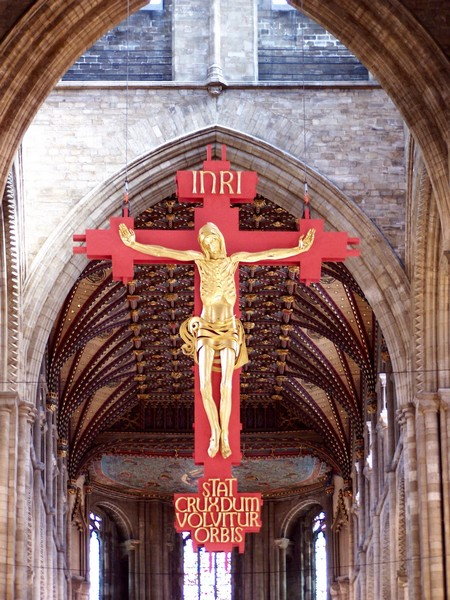
Crucifixus in der anglikanischen Kathedrale von Peterborough, Frank Roper, 1975

Stat crux dum volvitur orbis („das Kreuz steht fest, während [solange] der Erdball [die Welt] sich weiterdreht“) ist eine lateinische Sentenz, die um 1600 erstmals in einer Kartäuserchronik belegt ist und seit dem 19. Jahrhundert als Wahl- und Wappenspruch des Kartäuserordens gilt. Sie stellt der Flüchtigkeit und Unbeständigkeit der Welt die Endgültigkeit und Sieghaftigkeit der Erlösung durch das Kreuz Jesu Christi entgegen.

## Ursprung und Rezeption
Die vom hl. Bruno 1084 in den französischen Alpen gegründete Große Kartause, das Mutterkloster des Ordens, verwendete auf ihren Wappenschilden ursprünglich nur ein einfaches Kreuz. Aus dem 13. Jahrhundert stammt die Kombination des Kreuzes mit einer Erdkugel, auf der es steht. Martin, der 11. Generalminister des Ordens, soll dieses Zeichen 1239 als „gentilitium insigne“ für die Große Kartause eingeführt haben. Es wurde seit dem 14. Jahrhundert auf die Grenzsteine der Großen Kartause gemeißelt. Die einzelnen Kartäuserklöster führten ihre eigenen Wappen; das Kreuz auf dem Globus wurde jedoch im Lauf der Zeit, vor allem in der Außenwahrnehmung, zum verbindenden Symbol des Ordens.
Das zugehörige Motto erscheint in der Form Crux stat dum volvitur orbis erstmals in der Historia Cartusiana des Kartäusers Nicolas Molin († 1638). Es steht dort als geistliche Deutung – nicht als Bestandteil des Zeichens – über dem Kreuz-Globus-Emblem, mit der Fortsetzung unter dem Emblem: Mundo inconcussa supersto („unerschütterlich stehe ich [das Kreuz] über der Welt“). Offenbar formulierte Molin diese Sätze selbst; jedenfalls sind sie bei keinem früheren Autor nachweisbar. 
Molins erste Sentenz – die zweite blieb unrezipiert – wurde danach nur gelegentlich verwendet. Als Wappenspruch der Kartäuser wurde sie erst im 19. Jahrhundert aufgefasst. Dazu trug bei, dass Victor Hugo in seinem Roman Die Elenden (1862) eine der handelnden Personen sagen lässt: „Die Welt ist nichts vor dem Kreuz. Martin, der elfte Generalminister der Kartäuser, hat seinem Orden dieses Leitwort gegeben: Stat crux dum volvitur orbis“.